# Han Deok Su
Né en 1907 dans le Gyeongsang du Nord, Han Deok-su (Hangeul : 한덕수 Hanja : 韓徳銖) a émigré au Japon à l'âge de 20 ans. Il dirige le centre de recherche coréen à partir de 1952.
Han Deok Su est le fondateur, en mai 1955, de la Chongryon, l'association des résidents coréens au Japon, née initialement de l'interdiction faite aux Coréens du Japon d'opérer des emprunts auprès des banques japonaises.
Han Deok Su est mort en 2001 à Tokyo. Son successeur à la tête de l'association fut So Man-Sul.